# Scoliocentra triangulata
Scoliocentra triangulata är en tvåvingeart som först beskrevs av Garrett 1925.  Scoliocentra triangulata ingår i släktet Scoliocentra och familjen myllflugor. Inga underarter finns listade i Catalogue of Life.